# Caoyan (köpinghuvudort i Kina, Jiangsu Sheng, lat 32,95, long 120,29)
Caoyan är en köpinghuvudort i Kina. Den ligger i provinsen Jiangsu, i den östra delen av landet, omkring 170 kilometer nordost om provinshuvudstaden Nanjing. Antalet invånare är 34 512. Befolkningen består av 17 615 kvinnor och 16 897 män. Barn under 15 år utgör 11,0 %, vuxna 15-64 år 71 %, och äldre över 65 år 17,0 %.
Runt Caoyan är det tätbefolkat, med 550 invånare per kvadratkilometer. Närmaste större samhälle är Dongtai, 10,7 km söder om Caoyan. Trakten runt Caoyan består till största delen av jordbruksmark.
Genomsnittlig årsnederbörd är 1 148 millimeter. Den regnigaste månaden är juli, med i genomsnitt 241 mm nederbörd, och den torraste är januari, med 30 mm nederbörd.